# Andrei Șaguna (okręg Arad)
Andrei Șaguna (węg. Zimándköz)– wieś w Rumunii, w okręgu Arad, w gminie Zimandu Nou. W 2011 roku liczyła 1452 mieszkańców. 
Nazwa miejscowości została nadana na cześć Andrzeja (Șaguna), prawosławnego metropolity Siedmiogrodu i Węgier w latach 1864–1873, świętego prawosławnego.